# Méline Gérard
Méline Orlane Christine Gérard (Massy, 30 maggio 1990) è un'ex calciatrice francese, di ruolo portiere.

## Palmarès

### Club

#### Competizioni nazionali
- Campionato francese: 3

Olympique Lione: 2014-2015, 2015-2016, 2016-2017
- Coppa di Francia: 4

Saint-Étienne: 2010-2011
Olympique Lione: 2014-2015, 2015-2016, 2016-2017

#### Competizioni internazionali
- UEFA Women's Champions League: 2

Olympique Lione: 2015-2016, 2016-2017

### Nazionale
- SheBelieves Cup: 1

2017